# Caroline Gerhardinger
Caroline Gerhardinger (en allemand : Karolina Gerhardinger), née à Stadtamhof, aujourd'hui quartier de Ratisbonne, 20 juin 1797 et morte à Munich, 9 mai 1879, en religion Marie-Thérèse de Jésus est une religieuse allemande, fondatrice des Pauvres sœurs des écoles de Notre-Dame et reconnue bienheureuse par l'Église catholique.

## Biographie
Elle fonde les Pauvres sœurs des écoles de Notre-Dame, congrégation de sœurs vouées à l'éducation des jeunes filles ; cette congrégation, au sein de laquelle elle avait pris le nom de religieuse de Marie-Thérèse de Jésus est aujourd'hui répandue dans les cinq continents, avec plus de quatre mille religieuses à son pic, et près de 2 700 en 2020.

## Béatification, fête
Elle fut béatifiée par Jean-Paul II le 17 novembre 1985 au Liban.
L'Église catholique la célèbre le 9 mai.